# Kongregacja ds. Edukacji Katolickiej
Kongregacja ds. Edukacji Katolickiej (Congregatio de Institutione Catholica (de Studiorum Institutis)) – jedna z dawnych dziewięciu kongregacji Kurii Rzymskiej.

## Historia
Kongregacja Nauki Chrześcijańskiej została powołana do istnienia przez Sykstusa V w 1588 na mocy konstytucji apostolskiej Immensa Aeterni Dei, reorganizującej Kurię Rzymską i tworzącą stałe kongregacje. Podlegał jej wówczas rzymski uniwersytet Sapienza oraz najważniejsze uniwersytety tego czasu z wyjątkiem Bolonii, Paryża i Salamanki. Leon XIII utworzył w 1824 Congregatio studiorum, której podlegały instytucje edukacyjne w Państwie Kościelnym. W 1870 podporządkowano jej uniwersytety katolickie. Benedykt XV utworzył w 1915 sekcję ds. seminariów duchownych i zmienił nazwę kongregacji na Congregatio de Seminariis et Studiorum Universitatibus. Paweł VI przemianował ją w 1967 na Sacra Congregatio pro institutione Catholica. Jan Paweł II reformując Kurię Rzymską konstytucją apostolską Pastor Bonus przemianował ją w 1988 na Congregatio de Institutione Catholica (de Seminariis atque Studiorum Institutis). Benedykt XVI listem apostolskim w formie Motu proprio Ministrorum institutio - Formacja duchownych - z 16 stycznia 2013 postanowił przenieść kompetencje dotyczące formacji alumnów seminariów duchownych z Kongregacji ds. Edukacji Katolickiej do Kongregacji ds. Duchowieństwa zmieniając nazwę dykasterii, wyjaśniając, że zajmuje się ona jedynie Studiorum Institutis – czyli katolickimi instytucjami edukacyjnymi.
W związku z reformą Kurii Rzymskiej ogłoszoną w konstytucji apostolskiej Praedicate Evangelium z dniem 5 czerwca 2022 Kongregacja ds. Edukacji Katolickiej została zniesiona i połączona z Papieską Radą ds. Kultury tworząc Dykasterię ds. Kultury i Edukacji.
Kongregacja odpowiadała za szkoły wyższe, instytuty i wydziały uczelniane. W jej kompetencje wchodzą zarówno uczelnie kościelne jak i wydziały teologii katolickiej uczelni świeckich. Troszczy się więc o rozwój studiów kościelnych, zatwierdza i eryguje uniwersytety katolickie i wydziały teologiczne, czuwa nad poprawnością wykładu nauki katolickiej w tych uczelniach.
Prefekt Kongregacji od 1932 jest ex officio wielkim kanclerzem Papieskiego Uniwersytetu Gregoriańskiego.

## Ostatni zarząd kongregacji
- Prefekt: kard. Giuseppe Versaldi (31 III 2015-5 VI 2022)
- Sekretarz: abp Angelo Vincenzo Zani (9 XI 2012-5 VI 2022)
- Podsekretarz: o. Friedrich Bechina FSO (2013-5 VI 2022)

## Prefekci Kongregacji
- Francesco Bertazzoli (1824–1830)
- Giacinto Placido Zurla (1830–1834)
- Luigi Lambruschini (1834–1845)
- Giuseppe Gasparo Mezzofanti (1845–1848)
- Carlo Vizzardelli (1848–1851)
- Raffaele Fornari (1851–1854)
- Giovanni Brunelli (1854–1856)
- Vincenzo Santucci (1856–1861)
- Karl August von Reisach (1861–1869)
- Annibale Capalti (1870–1877)
- Lorenzo Nina (1877–1878)
- Antonio Saverio De Luca (1878–1883)
- Giuseppe Pecci (1884–1887)
- Tommaso Zigliara (1887–1893)
- Camillo Mazzella, S.J. (1893–1897)
- Francesco Satolli (1897–1910)
- Beniamino Cavicchioni (1910–1911)
- Francesco di Paola Cassetta (1911–1914)
- Benedetto Lorenzelli (1914–1915)
- Gaetano Bisleti (1915–1937)
- Pius XI (1937-1939)
- Giuseppe Pizzardo (1939–1968)
- Gabriel-Marie Garrone (1968–1980)
- William Wakefield Baum (1980–1990)
- Pio Laghi, proprefekt (1990–1991), prefekt (1991–1999)
- Zenon Grocholewski (1999–2015)
- Giuseppe Versaldi – 31 marca 2015–5 czerwca 2022

## Sekretarze Kongregacji
- Giovanni Soglia Ceroni (1824-1834)
- Lodovico Altieri (1834-1836)
- Lorenzo Simonetti (1836-1838)
- Prospero Caterini (1839-1845)
- Annibale Capalti (1845-1852)
- Placido Ralli (1852-1875)
- Włodzimierz Czacki (1875-1877)
- Luigi Pallotti (1877-1880)
- Agapito Panici (1881-1900)
- Ascenso Dandini (1900-1913)
- Giacomo Sinibaldi (1913–1928)
- Ernesto Ruffini (1928–1945)
- Giuseppe Rossino (1945–1949)
- Carlo Confalonieri (1950–1958)
- Dino Staffa (1958–1967)
- Joseph Schröffer (1967–1976)
- Antonio María Javierre Ortas SDB (1976–1988)
- José Saraiva Martins CMF (1988–1998)
- Giuseppe Pittau SJ (1998–2003)
- John Michael Miller CSB (2003–2007)
- Jean-Louis Bruguès OP (2007–2012)
- Angelo Vincenzo Zani (2012–2022)